# Sue Grafton
Sue Taylor Grafton, född 24 april 1940 i Louisville, Kentucky, död 28 december 2017 i Santa Barbara, Kalifornien, var en amerikansk deckarförfattare i den hårdkokta skolan.
Hon är mest känd för en serie kriminalromaner, den så kallade alfabetsserien, som utspelar sig i och utanför den fiktiva staden Santa Teresa (baserad på författarinnans hemstad, Santa Barbara) med den kvinnliga privatdetektiven Kinsey Millhone som berättare. Grafton är tydligt influerad av författaren Ross Macdonald och dennes böcker om privatdetektiven Lew Archer, som för övrigt också levde och verkade i Santa Teresa. A t.o.m. N utgavs i Sverige av Bra böcker och översattes till svenska av Börje Crona, S gavs ut av Kriminalförlaget, översatt av Mia Gahne.
Sue Grafton var dotter till romanförfattaren C. W. Grafton, och studerade engelsk litteratur vid universitetet i Louisville. Förutom sina deckare har hon skrivit för TV och film. Vissa av hennes böcker har hon skrivit med sin make, Steven Humphrey.

### Tidiga romaner
- Keziah Dane (1967)
- The Lolly Madonna War (1969) (filmad 1973 som Lolly-Madonna XXX)

### Kinsey Millhone-serien ("alfabetserien")
1. "A" som i alibi (A is for Alibi 1982)
2. "B" som i brand (B is for Burglar 1985)
3. "C" som i chock (C is for Corpse 1986)
4. "D" som i drunknad (D is for Deadbeat 1987)
5. "E" som i eld (E is for Evidence 1988)
6. "F" som i flykt (F is for Fugitive 1989) ISBN 0-8050-0460-2
7. "G" som i grav (G is for Gumshoe 1990)
8. "H" som i humbug (H is for Homicide 1991)
9. "I" som i illdåd (I is for Innocent 1992)
10. "J" som i jagad (J is for Judgment 1993)
11. "K" som i kortslutning (även utgiven under titeln Lornas sista flört) (K is for Killer 1994)
12. "L" som i laglös (L is for Lawless 1995)
13. Arvingen eller "M" som i mord (M is for Malice 1996)
14. Villospår (N is for Noose 1998)
15. O is for Outlaw (1999)
16. P is for Peril (2001)
17. Q is for Quarry (2002)
18. R is for Ricochet (2004)
19. "S" som i saknad  (S Is for Silence 2005)
20. T is for Trespass (2007)
21. U is for Undertow (2009)
22. V is for Vengeance (2011)
23. W is for Wasted (2013)
24. X (2015)
25. Y is for Yesterday (2017)

### Övriga böcker
- Kinsey and Me (1992) - en samling med noveller om Kinsey Millhone, tillsammans med andra noveller om Graftons mamma.
- Writing Mysteries (redaktör) (1992, andra upplaga 2001)

## Priser och utmärkelser
- 2004 fick Grafton Ross Macdonald Literary Award
- The Cartier Diamond Dagger 2008
- Övriga priser inkluderar The Shamus, The Anthony, The Macavity, The Doubleday Mystery Guild Award, The American Mystery Award, och The Ridley Award.